# Xã Pebble, Quận Dodge, Nebraska
Xã Pebble (tiếng Anh: Pebble Township) là một xã thuộc quận Dodge, tiểu bang Nebraska, Hoa Kỳ. Năm 2010, dân số của xã này là 489 người.